# ای‌اس وال
ای‌اس وال (اتومات ویژه وال روسی: Автомат Специальный Вал یا تفنگ اتوماتیک ویژه، نام کد: "شافت"، گراو ایجاد کننده‌ی ۶پی۳۰ است) یک تفنگ است که توسط شوروی ساخته شده و یک صداخفه‌کن وصل‌شده هم دارد. توسعه تفنگ ویژه‌ی (ای‌اس) توسط "شافت" در نیمه‌ی اول دهه‌ی ۱۹۸۰ در موسسه‌ی تحقیقاتی مرکزی مهندسی (تی‌اس‌ان‌آی‌آی توچ‌مش)، در شهر کیموفسک، در منطقه‌ی مسکو آغاز شد. راهنمای طراحی این تفنگ، پیوتر سردیوکو است.